# Streuobstwiese Liebenhain
Die Streuobstwiese Liebenhain sind ein geschütztes, flächenhaftes Naturdenkmal auf dem Gebiet der Gemeinde Krummhörn im niedersächsischen Landkreis Aurich in Ostfriesland. Es trägt die Nummer ND AUR 00129.

## Beschreibung des Gebietes
Das am 11. Dezember 1992 ausgewiesene flächenhafte Naturdenkmal liegt östlich der L  2 "An der Landstraße" bei Loquard, einem Ortsteil der Gemeinde Krummhörn. Es ist mit 40 bis 150 Jahre alten, seltenen Obstbäumen bestanden. Der Landkreis stellte das Gebiet zum Erhalt der Wiese mit ihren zum Teil seltenen, alten Obstsorten ihrer Bedeutung für Wissenschaft und Naturkunde, ihrer Funktion als Lebensraum angepasster Tier- und Pflanzenarten, zur Belebung des ortsnahen Landschaftsbildes sowie ihrer Einmaligkeit in Ostfriesland unter Schutz. Eine Kartierung und Bestimmung der Obstsorten ist geplant.
Als besondere Gefahren für die Streuobstwiese sieht der Landkreis Tritt- und Fraßschäden durch Überweidung mit Rindvieh, die Abholzung von Obstgehölzen sowie Verwendung von Pflanzenschutzmitteln.
Um diesen Gefahren entgegenzuwirken, sollen die Obstwiese extensiv genutzt werden. Abgängige Obstbäume sollen nachgepflanzt, Fledermaus- und Vogelkästen installiert werden. Zudem sollen veredelte, junge Obstbäume angepflanzt werden.